# أوسكار شيبارد
أوسكار شيبارد (بالإنجليزية: Oscar Sheppard) هو محامي وسياسي أمريكي، ولد في 15 يوليو 1845 في مقاطعة مسكنغم في الولايات المتحدة، وتوفي في 24 أكتوبر 1922 في وست ألكساندريا في الولايات المتحدة. حزبياً، نشط في الحزب الجمهوري. وقد انتخب عضو مجلس نواب أوهايو.